# Elżbieciny
Elżbieciny – wieś w Polsce położona w województwie wielkopolskim, w powiecie grodziskim, w gminie Rakoniewice.
Na południowy wschód od Elżbiecin przebiega droga krajowa nr 32 i linia kolejowa Poznań-Wolsztyn.
W latach 1975–1998 miejscowość administracyjnie należała do województwa poznańskiego.